# Division (militær)
 For alternative betydninger, se Division. (Se også artikler, som begynder med Division)
En division er en militær enhed med normalt 6.000-20.000 soldater. Divisionen indeholder kun landmilitære enheder – et antal brigader eller regimenter samt supplerende divisionstropper – men har også evnen til at koordinere operationer med luftvåben og flåde. Chefen for en division er normalt generalmajor. Divisionen angives i organisationsskemaer og skitser med to X'er.
Er ofte specialiserede: F.eks. infanteridivision, panserdivision, faldskærmsjægerdivision, bjergjægerdivision, motoriseret infanteridivision, osv.

## Historisk
Divisionen blev "opfundet" af Marskal de Broglie, som en udløber af Frankrigs erfaringer fra Syvårskrigen, der sluttede i 1763. Da de var i stand til at kæmpe som selvstændige enheder, var de langt mere fleksible end en traditionel hær og blev indført permanent i Frankrig i 1793.

## Danmark
Danmark har i dag en enkelt division, benævnt Multinational Division North, der i fredstid har hovedkvarter i både Danmark og Letland.
I nyere tid har Danmark haft forskellige divisioner, som en del af hærens krigsorganisation. De omfattede grundlæggende følgende:

Efter forsvarsordningen 1909
1. Division 1909-1923.
2. Division 1909-1923.
3. Division 1909-1923.

Efter forsvarsordningen 1922
Sjællandske Division 1923-1932.
1. Jyske Division 1923-1932.
2. Jyske Division 1923-1932.

Efter forsvarsordningen 1932 og 1937
Sjællanske Division 1932-50.
Jyske Division 1932-1951.

Efter forsvarsordningen 1951
De tidligere betegnelser Sjællandske og Jyske Division udgik.
2. Division 1951-1961 (Vestre Landsdelskommando).
3. Division 1952-1961 (Vestre Landsdelskommando).
6. Division 1951-1961 (Østre Landsdelskommando).

Efter forsvarsordningerne 1960, 1966, 1969, 1973, 1982, 1985-87/88, 1989-91/92, 1993-94.
Hærens styrker blev fra 1961 primært opbygget omkring brigader, dvs. oprindelig tre sjællandske brigader, fra 1974 ændret,til to sjællandske brigader og fire sjællandske kampgrupper fra 1983. samt oprindelig tre jyske brigader, fra 1983 ændret til tre jyske brigader og 1 kampgruppe. De jyske brigader var dispositionsenheder under Jyske Divisionskommando 1961-1985 (Vestre Landsdelskommando), Jyske Division 1985-1997 (Vestre Landsdelskommando 1985-90, Hærkommandoen 1990-97).

Efter forsvarsordningerne 1995-99, 2000-04, 2004-09, 2010-14, 2013-17, 2018-23.
Jyske Division blev 1997 til Danske Division, som oprindelig blev udgjort af 1. og 3. Jyske Brigade, 1. Sjællandske Brigade samt en række andre afdelinger og bataljoner. Danske Division organiseres fra 2006 med 1. og 2. Brigade samt diverse divisionstropper (1. Brigade opstod fra 1. Jyske Brigade, mens 2. Brigade opstod fra Den Danske Internationale Brigade). Danske Division blev 2019 transformeret til NATO divisionen Multinational Division North.

## Frankrig
Efter at divisionen i 1793 var indført i den franske hær, blev den udnyttet dygtigt af Napoelon bl.a. under det italienske felttog i 1796-97. Senere blev infanteridivisionerne pansret, hvorved den pansrede division opstod, deriblandt den, under 2. verdenskrig, berømte 2. panserdivision under ledelse af General Leclerc. 
Situationen i Frankrig i dag er, at man siden juli 1999 har opbygget fredstidshæren omkring brigader, således at divisionerne kun eksisterer midlertidigt, f.eks. Division Daguet der blev opstillet under Golfkrigen i 1990-91.